# Tyleria silvana
Tyleria silvana är en tvåhjärtbladig växtart som beskrevs av Bassett Maguire. Tyleria silvana ingår i släktet Tyleria och familjen Ochnaceae. Inga underarter finns listade i Catalogue of Life.